# Ворота каталонских земель
Ворота каталанских стран (кат. La Porta dels Països Catalans) — монумент работы скульптора Эмили Арменгола (Emili Armengol i Abril), символизирующий северную границу распространения каталанского языка. Находится возле посёлка Сальс-лё-Шато (департамент Восточные Пиренеи, Франция) рядом с автострадой, соединяющей Перпиньян и Нарбонну, на месте античной домициевой дороги.
Памятник был открыт 28 августа 2003 года, спустя 20 лет после возникновения идеи памятника. Возведение сооружения осуществлено Союзом за каталонский регион (Unió per una Regió Catalana).

## Символика
Памятник напоминает по своей форме серп, что является намёком на гимн Каталонии — «Жнецы». Четыре вертикальные прорези олицетворяют четыре арагонские полосы национального флага Каталонии. Материал, из которого сделаны Ворота каталонских земель — нержавеющая сталь — символизирует несокрушимую волю каталонцев.
Четыре прорези символизируют также восемь ветров, которые дуют в районе Пиренеев — южный (кат. Migjorn — миджо́рн), северный (кат. Tramuntana — трамунта́на), юго-восточный (кат. Xaloc — шало́к), северо-западный (кат. Mestral — мастра́л или мистра́ль), восточный (кат. Llebant — льеба́н), западный (кат. Ponent — пуне́н), юго-западный (кат. Garbí — гарби́), северо-восточный (кат. Gregal — грага́л). Это символизирует отношение каталонцев к соседним народам — они открыты к диалогу, но всегда остаются самими собой.
Для установки памятника был выбран посёлок Сальс-лё-Шато, расположенный у северной границы Каталонии. Существует поговорка, гладящая, что «границы Каталонии на юге меняются, но на севере границей неизменно остаётся Сальс»: из-за того, что большое количество валенсийцев не считает себя каталонцами, южная граница каталонских земель, по мнению каталонцев, должна проходить между Каталонией и Валенсией, в районе Эбро; кроме того, лингвистическая граница распространения каталанского языка не совпадает с границей между Валенсией и Мурсией, а находится чуть севернее, на территории Автономного сообщества Валенсия; с исторической точки зрения, реконкиста Каталонии проходила именно с севера на юг, и её северная граница всегда оставалась возле города Сальс, постоянно расширяясь на юг: так, король Педро I Арагонский определял Каталонию как страну от Сальса до Льейды. Король Педро III Арагонский 11 февраля 1263 года[уточнить] провозгласил в парламенте в Монтсо, что Каталония простирается от Сальса до Гуардамара (de Salses entrò a Guardamar). 14 июня 1282 года[уточнить] было провозглашено единство Валенсии, Барселоны и Мальорки («Каталония простирается от Салсаса до Гуардамара и Маона»). С тех пор каталонцы именно так определяют исторические границы каталонских земель: «от Салсаса (Восточные Пиренеи) до Гуардамара (Валенсия), от Фраги (Западная полоса) до Маона (Балеарские острова)» (кат. De Salses a Guardemar, de Fraga a Maó). 

## История создания
Идея построить памятник, который указывал бы на границу каталанских стран, возникла во время постройки автомагистрали А9, соединившей департамент Восточные Пиренеи (Франция) и автономное сообщество Каталония (Испания). Согласно первоначальной идее, памятник должны были установить в каталонском муниципалитете Ла-Жункера, на границе Франции и Испании, однако Союз за каталонский регион и его президент Жозеф Делонкль (фр. Joseph Deloncle; в каталанском произношении — Жузеп Делонкль, кат. Josep Deloncle) предложил расположить памятник на исторической северной границе каталанских стран с Окситанией, в «местности близ мельниц» (кат. Sobre els Molins). 
Инициативная группу по воздвижению памятника возглавили президент Женералитата Каталонии Жорди Пужоль и три представителя Южной и Северной Каталонии. Проект поддержали ассоциация «Ворота каталанских стран» (кат. Associació de la Porta dels Països Catalans), созданная в апреле 1984 года, и её президент Микел Майол (кат. Miquel Mayol), а также 55 муниципалитетов Восточных Пиренеев. 
Кампания за строительство монумента велась много лет. Так, 2 августа 1997 года префект Восточных Пиренеев Бернар Бонне в письме, направленном в мэрию Сальс-лё-Шато, заявил, что никто не консультировался с французской властью по поводу сооружения памятника. Следующий префект, Пьер Дарту, не поддержал строительство: 28 октября 1998 года в мэрию Сальс-лё-Шато было направлено письмо, в котором отмечалось, что постройка памятника возле автострады невозможна по техническим причинам.
Сначала инициативная группа выбрала другой участок, однако после изучения действующего французского законодательства выяснилось, что для установки памятников высотой ниже 12 м и объёмом менее 40 м³ официального разрешения не требуется. Фундаментную платформу для памятника забетонировали в 80 м от автострады. За несколько дней до открытия памятника мэр коммуны сообщил в официальным письме, что расстояние от автострады до памятника должно быть не менее 100 м. Таким образом, проект пришлось переделывать.
Стальные части памятника были привезены на грузовиках из Барселоны и затем установлены на новой платформе 10 июня 2003 года. Открытие памятника состоялось 28 сентября 2003 года. На открытии присутствовали премьер-министр Женералитата Артур Мас, президент Генерального совета Восточных Пиренеев Кристиан Буркен, мэр коммуны Сальс-лё-Шато Мари-Клод Грегуар, директор представительства Жанаралитата в Перпиньяне Мариз Оливе и другие гости, причастные к возведению памятника.